# Restaurant d'application

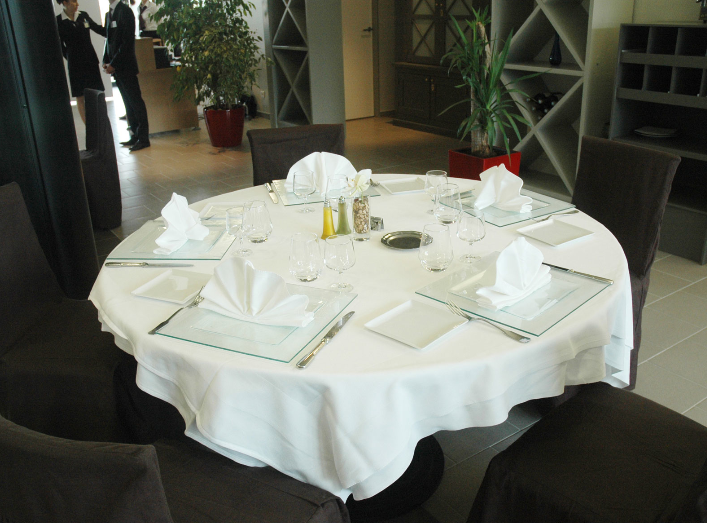
Une table du restaurant d'application Le Montauriol à Montauban.

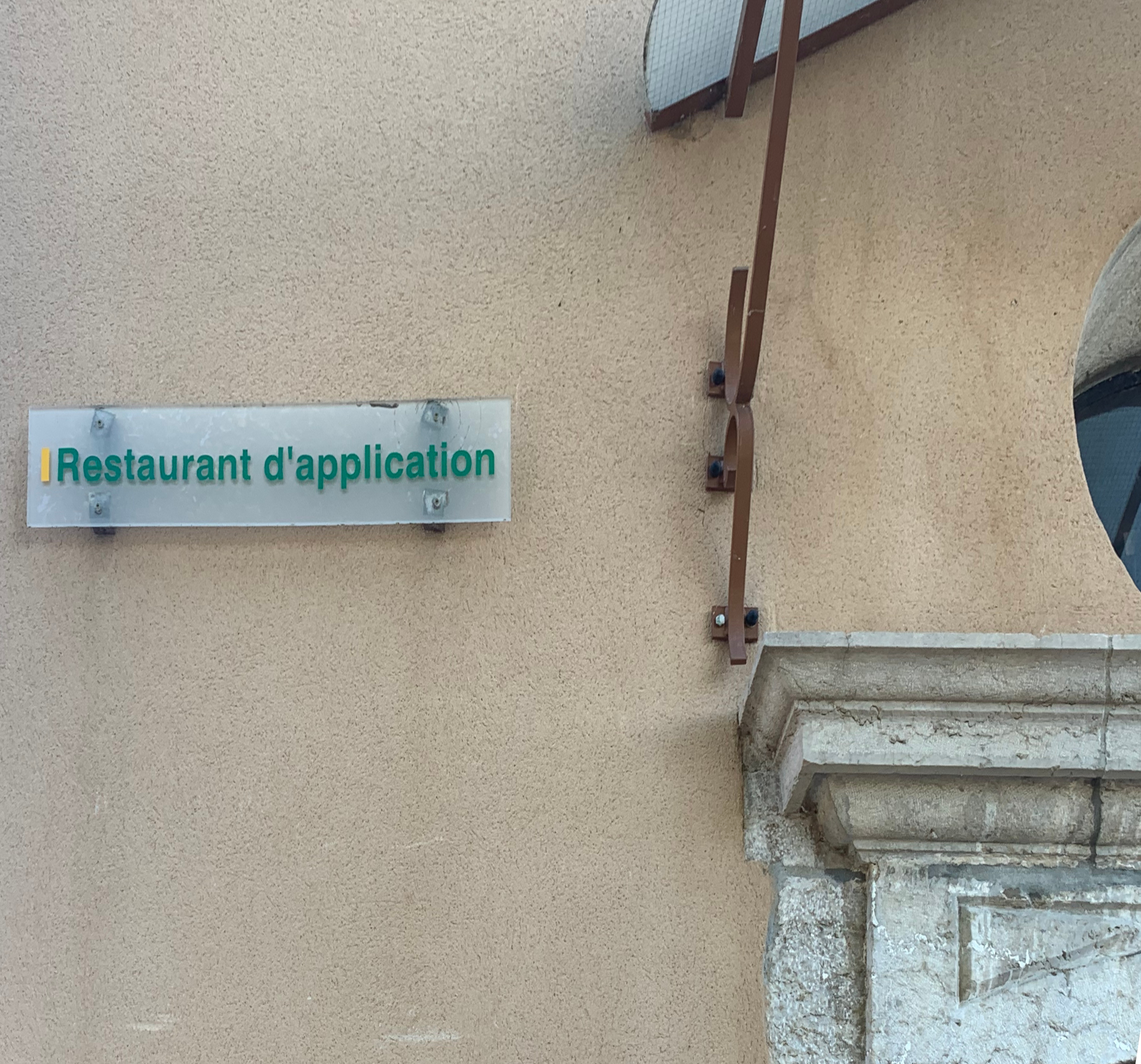
Panneau "Restaurant d'application" installé dans l'ancienne chapelle, à la MFR de Balan (Ain).

Un restaurant d’application est un restaurant pédagogique, qui permet en France, aux apprentis, élèves et étudiants, de mettre en pratique leur formation. 

## Présentation
Il est donc ouvert durant la période scolaire. En général, les restaurants d'application sont ouverts au public sur réservation. Du fait des contingences de formation, leurs horaires sont stricts et les menus généralement imposés. 
Les restaurants d’application sont situés dans les écoles hôtelières, les CFA (Centre de Formation des Apprentis) ou encore dans des Instituts Médico-Éducatifs. Il en existe plus d’une centaine en France, mais on en trouve aussi en Belgique, au Canada, en Suisse et même au Viêt Nam.

## Fonctionnement
Le fonctionnement du restaurant d'application suit les directives de la note de service 95 249 du Bulletin Officiel no 43 du 23 novembre 1995 :

« Les éventuels différentiels tarifaires avec la profession de même que les éventuelles variations qualitatives s’expliquent par le caractère purement pédagogique de ce restaurant d'application. Les prix demandés n’intègrent pas, en effet, les charges auxquelles sont soumises les entreprises commerciales de restauration et ne peuvent donc pas correspondre aux tarifs pratiqués par les restaurants privés. ».